# 아르투르스 플레스니엑스
아르투르스 플레스니엑스(라트비아어: Artūrs Plēsnieks, 1992년 1월 21일~)는 라트비아의 역도 선수이다. 2020년 하계 올림픽 남자 헤비급에서 동메달을 획득했으며 세계 역도 선수권 대회에서 은메달 1개, 동메달 1개를 획득했다.